# FireChat
FireChat és una aplicació mòbil propietària, desenvolupada per Open Garden, la qual utilitza la creació de xarxes sense fils en malla per connectar smartphones via Bluetooth, Wi-Fi, o la tecnologia Multipeer Connectivity d'Apple sense tenir una connexió d'internet en connectar-se en manera peer-to-peer.
Al llarg del 2014 FireChat va ser usada com a eina de comunicació en protestes civils, encara que no havia estat dissenyada per a aquest propòsit.
L'aplicació va ser presentada primer al març de 2014 per a iPhones, seguit per una versió per a dispositius Android a l'abril següent.
Les aplicacions de missatgeria instantània fora de la xarxa han existit des del 2007, abans que les tecnologies sense fils tinguessin disponibilitat i adopció àmplia. Per exemple, Blueeee! era una aplicació per Sony Ericsson, Nokia, LG, Motorola, Siemens AG, dispositius Samsung, i utilitzava Bluetooth per deixar a usuaris propers comunicar-se l'un amb l'altre.

## Popularitat
Aquesta aplicació, creada l'any 2014, va guanyar gran popularitat durant un esdeveniment del mateix any a Hong Kong, a causa de les protestes massives dels pro democràtics en les Protestes de Hong Kong o La Revolució dels Paraigües.
Després que les autoritats xineses bloquegessin l'aplicació d'Instagram al país i apliquessin la censura a diverses plataformes d'Internet, els manifestats van buscar una nova alternativa de comunicació que no requerís aquesta connexió a la xarxa. D'aquesta manera, durant les dues primeres setmanes de les protestes, entre el 27 de setembre i el 10 d'octubre, el servei va registrar 500.000 descàrregues només a Hong Kong (el 61% a Android i el 39% a iOS) i 1,6 milions de chatrooms, donant un nou ús no previst a l'aplicació.

## Funcionament
FireChat, en ser una aplicació que funciona mitjançant la xarxa sense fils en malla, és a dir, que no requereix una connexió a Internet, funciona en aquells smartphones que disposin de Bluetooth o Wi-Fi, i es pot descarregar de manera gratuita en aquells dispositius amb el sistema operatiu Android o iOs.
Per a registrar-se, l'únic que l'usuari ha de fer és introduir un correu electrònic i una contrasenya, i per tant, independentment d'altres aplicacions de missatgeria, que demanen l'ús d'un número de telèfon, aquesta permet el registre sense cap tipus d'indentificació, per la qual cosa permet el registre en anonimat.
L'app consta de dues pestanyes. La primera, etiquetada com a Everyone, permet a l'usuari veure i enviar missatges en un xat on tothom hi pot participar independentment de la seva localització. La segona, etiquetada com a Nearby, permet veure exclusivament els missatges que envien altres usuaris propers.
A més, també existeix l'opció de missatges privats. Aquests es transmetràn de manera encriptada perquè així, tot i transferir-se a través d'altres dispositius aliens, aquests no puguin accedir al contingut del missatge.
El rang de transmissió de dades és d'aproximadament de fins a 60 metres, però malgrat això, FireChat permet que la informació vagi saltant a través d'altres dispositius que també tinguin l'aplicació, aprofitant xarxes de tot tipus, fins a arribar al dispositiu de destinació. Per a cada nou usuari que utilitzi l'aplicació es crearà un nou node que expandirà la xarxa.
Per tant, tot i no tenir una limitació de distància prèvia, el director de màrqueting de FireChat, Christophe Daligault, indica que per al bon funcionament de l'app és necessari que almenys el 5% de la població de la ciutat de l'usuari s'hagi descarregat FireChat fent que així el temps de mitjana d'entrega dels missatges sigui d'uns 10 minuts.
Paradoxalment, a diferència de la connexió a través de la xarxa, que podria bloquejar-se en el cas d'un accés d'usuaris connectats a la vegada, amb la xarxa sense fils en malla de FireChat, a més usuaris existeixen presents, més ràpida i eficaç serà la transmissió del missatge.

## Usos
Aquesta aplicació pot ser utilitzada en diferents situacions, com:
- En una situació on una persona té accés precari a Internet, o no en té en absolut.
- En un lloc on l'accés a Internet sigui car.
- En un lloc o situació on no es disposi de cobertura.
- En un concert o conferència, on puguin existir altres usuaris propers que també la utilitzin i així poder connectar-los entre ells.
- En situacions de censura o bloqueig de les xarxes, com és el cas de Hong Kong l'any 2014.